# Лонсдейл, Фредерик
Фредерик Лонсдейл (англ. Frederick Lonsdale), настоящее имя Лайонел Фредерик Леонард (англ. Lionel Frederick Leonard; 5 февраля 1881 — 4 апреля 1954) — британский драматург, известный созданием либретто нескольких успешных мюзиклов начала XX века, включая «Король Кадонии» (1908), «Балканская принцесса» (1910), «Бетти» (1915), «Дева гор» (1917), «Месье Бокер» (1919) и «Мадам Помпадур» (1923). Его перу также принадлежат комедийные пьесы «Конец миссис Чейни» (1925), «На одобрении» (1927) и мелодрама об убийстве «Но милостью божьей» (1946). Некоторые пьесы и мюзиклы Лонсдейла были экранизированы, также он написал несколько киносценариев.

## Ранние годы
Лайонел Фредерик Леонард родился в Сент-Хелире (Джерси), в семье Сьюзен Леонард (урожденной Белфорд) и Джона Генри Леонарда, табачника. Начинал как наёмник на Лондонской и Юго-Западной железной дороге.

## Карьера

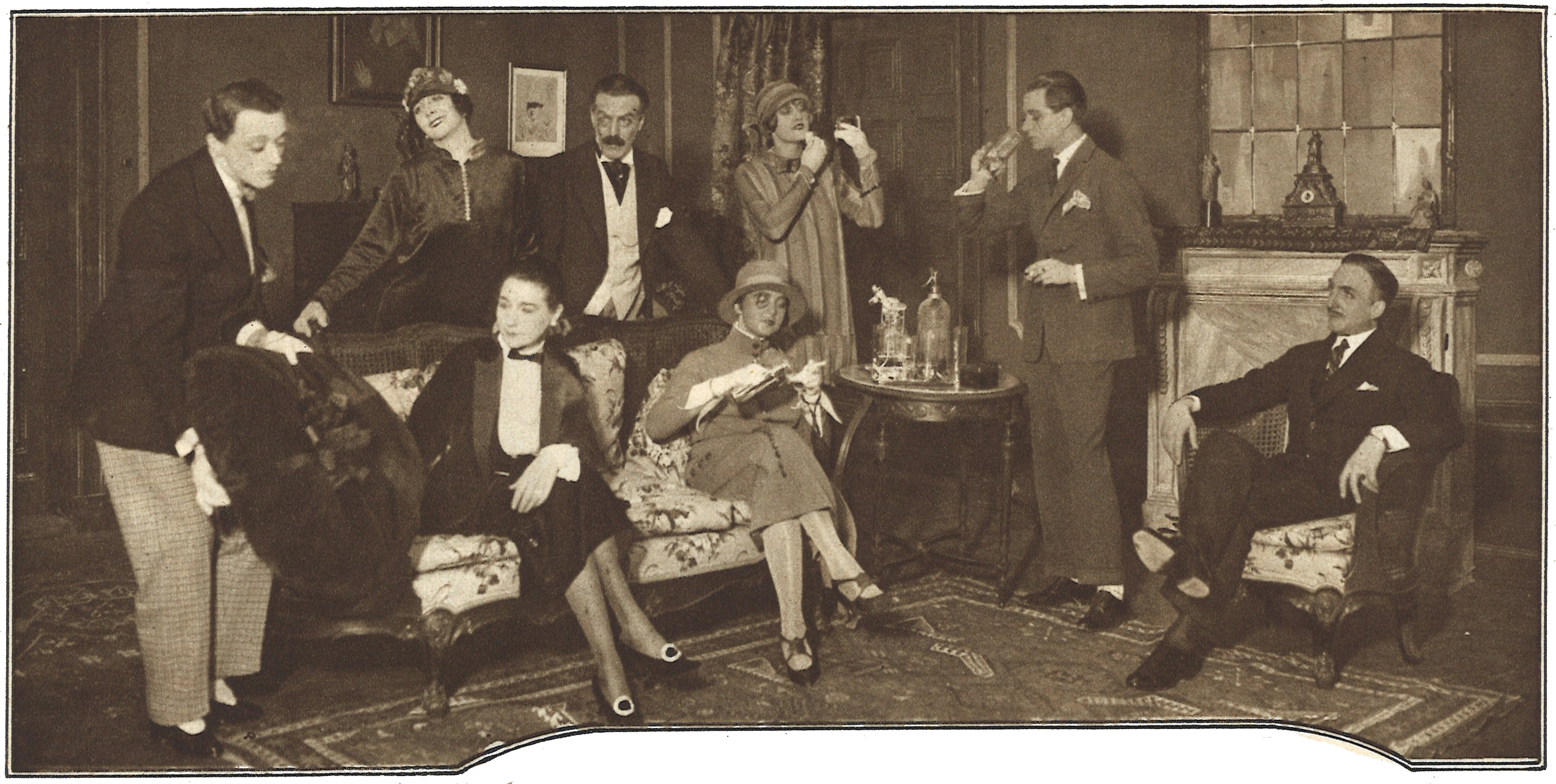
Сцена из пьесы Лонсдейла «Весенняя уборка» в Королевском драматическом театре в Стокгольме (1925)

Фрэнк Керзон продюсировал первое произведение молодого Лонсдейла — мюзикл «Король Кадонии» (1908). Более содержательные, чем привычные для руританской комической оперы, диалоги в «Короле Кадонии» заслужили внимание критики и помогли мюзиклу долго продержаться на сцене. Следующей успешной постановкой, снова для Керзона, стала «Балканская принцесса» (1910). Мюзикл не сильно отличался от «Короля Кадонии», хотя главную партию теперь исполняла женщина, но лондонская публика восприняла постановку положительно, и мюзикл долго не сходил со сцены и был неоднократно воспроизведён в провинциальныз тетрах и за границей.
Следующий успех пришёл к Лонсдейлу только пять лет спустя, когда он написал для Джорджа Эдвардса либретто «Бетти» (1915). После смерти Эдвардса Лонсдейл предложил преемнику Эдвардса, Роберту Эветту, либретто «Девы гор» (1917; возрожден в 1920), ранее отвергнутый Керзоном. Мюзикл стал в Лондоне одним из самых успешных спектаклей военного времени, а Лонсдейлу обеспечил репутацию классика британской музыкальной сцены.
После Первой мировой войны Лонсдейл продолжал писать мюзиклы. Он переработал для британской сцены оперу Бута Таркингтона «Месье Бокер» (1919, музыка Андре Мессагера), немецкие оперетты Die Frau im Hermelin (1922, «Дама розы») и Katja, die Tänzerin (1925, «Танцовщика Катя») Жана Гилберта, а также «Мадам Помпадур» (1923) Лео Фалля. На основе фильма «Уличная певица» (1912) Лонсдейл создал музыкальную пьесу для Филлис Дэйр, поставленную в 1924 году, а позднее написал либретто для «Леди Мэри» (1928).
Одновременно драматург создавал комедийные пьесы для обычного театра, включая Aren’t We All? (1923), «Весенняя уборка» (1925), «Конец миссис Чейни» (1925, 514 представлений), «На одобрении» (1927), «Канарейки иногда поют» (1929) и «Пусть они съедят пирог». В 1946 Лонсдейл добился успеха в Уэст-Энде с мелодрамой об убийстве «Но милостью божьей». Его последняя пьеса, The Way Things Go, была написана в 1949 году, спустя более чем 40 лет после первой работы для сцены и за пять лет до смерти драматурга от сердечного приступа. Пьеса была поставлена в 1950 с Кеннетом Мором и Глинис Джонс в главных ролях и продержалась 155 представлений.

## Избранная фильмография
- The Fast Set (1924, режиссёр Вильям де Милль, США, по пьесе «Весенняя уборка»)
- «Поцелуй в темноте» (1925, режиссёр Фрэнк Таттл, США, по пьесе Aren’t We All?)
- «Фальшивка» (1927, режиссёр Георг Якоби, Великобритания, по одноимённой пьесе)
- «Конец миссис Чейни» (1929, режиссёр Сидни Франклин, США, по одноимённой пьесе)
- The Lady of Scandal (1930, режиссёр Сидни Франклин, США, по пьесе «Большая дорога»)
- «На одобрении» (1930, режиссёр Том Уоллс, Великобритания, по одноимённой пьесе)
- «Канарейки иногда поют» (1931, режиссёр Том Уоллс, Великобритания, по одноимённой пьесе)
- Women Who Play (1932, режиссёр Артур Россон, Великобритания, по пьесе «Весенняя уборка»)
- Aren’t We All? (1932, режиссёр Гарри Лахман, Великобритания, по одноимённой пьесе)
- «Дева гор» (1933, режиссёр Лупино Лейн, Великобритания, 1933, по мотивам одноимённого мюзикла)
- «Оставьте это Смиту» (1933, режиссёр Том Уоллс, Великобритания, по пьесе «Никогда не возвращайся»)
- «Конец миссис Чейни» (1937, режиссёр Ричард Болеславский, США, по одноимённой пьесе)
- «На одобрении» (1944, режиссёр Клайв Брук, Великобритания, по одноимённой пьесе)
- «Закон и леди» (1951, режиссёр Эдвин Х. Кнопф, США, по пьесе «Конец миссис Чейни»)
- «Конец миссис Чейни» (1961, режиссёр Франц Йозеф Вильд, Западная Германия, по одноимённой пьесе)

### Сценарии
- The Devil to Pay! (1930, режиссёр Джордж Фицморрис, США)
- Lovers Courageous (1932, режиссёр Роберт Леонард, США)
- Un cattivo soggetto (1933, режиссёр Карло Людовико Брагалья, итальянский ремейк The Devil to Pay!)
- «Частная жизнь Дон Жуана» (1934, режиссёр Александр Корда, Великобритания)